# Sphoeroides spengleri
Sphoeroides spengleri is een straalvinnige vissensoort uit de familie van kogelvissen (Tetraodontidae).
De wetenschappelijke naam van de soort is voor het eerst geldig gepubliceerd in 1785 door Marcus Elieser Bloch. De soortnaam spengleri is een eerbetoon aan de Zwitserse concholoog Lorenz Spengler (1720 - 1807).